# Mariologie

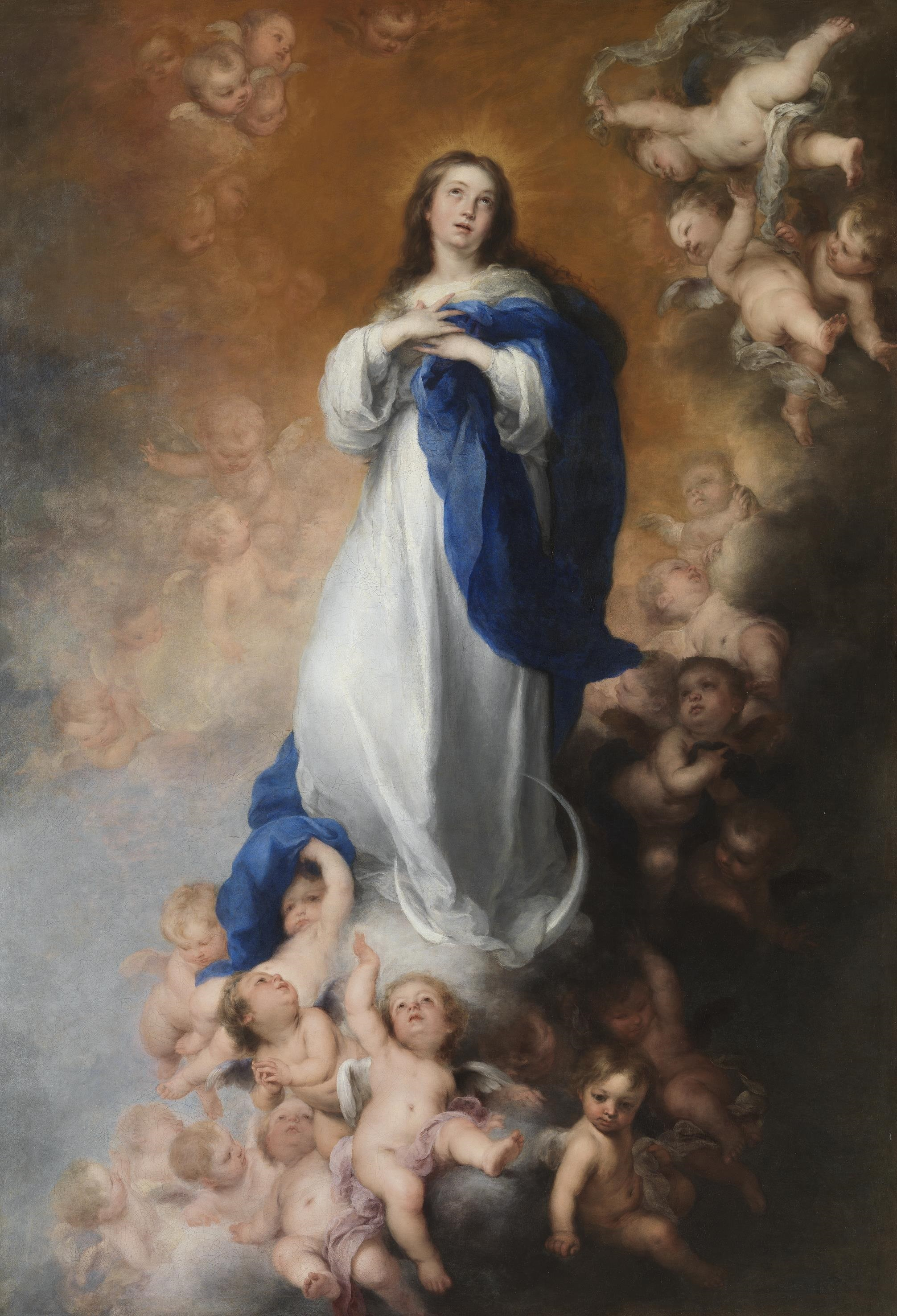
La Inmaculada de Soult, 1678, Bartolomé E. Murillo

Mariologie (ze jména Maria + řecké λόγος logos slovo) tvoří součást dogmatické křesťanské teologie, jejímž předmětem je studium osoby Panny Marie a jejího vztahu ke křesťanské víře, Ježíši Kristu, spáse a odpuštění.
V křesťanství jsou různé pohledy na Marii, od uctívání v Římskokatolické církvi po námitky Protestantských církví až úplný odpor k mariologii přes kompromisní pohled v Anglikánské církvi. Obraz Marie se přenesl i do liturgie ortodoxních křesťanských směrů.
Osobní postoj k úloze bohorodičky při uskutečňování spásy křesťana je tedy v první řadě ekleziologickou otázkou.

## Mariánská dogmata
V křesťanské tradici, která vedle Písma a před ním existovala jako pramen víry, jsou tyto pravdy uváděny již mnohem dříve, podobně jako se vyskytují v liturgických modlitbách. Jejich veřejné vyhlášení bylo pouze potvrzením víry církve od dob jejího vzniku. Vyhlášení dogmatu většinou nastávalo tam, kde byly kontroverze nebo nějaké aspirace a je třeba jasné prohlášení, vedené Duchem svatým. Protestantské církve tradici neuznávají a zakládají se pouze na biblických výpovědích, proto neuznávají ani Mariánská dogmata.
| Dogma                                    | Datum vyhlášení       |
| ---------------------------------------- | --------------------- |
| Dogma o Mariině panenství                | 3. a 4. století       |
| Dogma o Božím mateřství                  | Efezský koncil r. 431 |
| Dogma o neposkvrněném početí Panny Marie | Pius IX. r. 1854      |
| Dogma o Nanebevzetí Panny Marie          | Pius XII. r. 1950     |

V souvislosti s rozšířeným pojetím církve po Druhém vatikánském koncilu se nepředpokládá vyhlášení dalších dogmat, např. Panny Marie jako tzv. spoluvykupitelky – tento termín je ostatně problematicky vnímán i v rámci samotné římskokatolické církve a doporučuje se vůbec (ani soukromě) jej nepoužívat. Do rámce křesťanství spadají i tzv. odloučení bratři (v praxi protestanti a pravoslavní) a pro ty by nebyla další dogmata akceptovatelná, tudíž by nešlo o názor (celé) církve.